# Gathering Lake
Gathering Lake är en sjö i Kanada.   Den ligger i Thunder Bay District och provinsen Ontario, i den sydöstra delen av landet, 1 000 km väster om huvudstaden Ottawa. Gathering Lake ligger 378 meter över havet.
I omgivningarna runt Gathering Lake växer i huvudsak blandskog. Trakten runt Gathering Lake är nära nog obefolkad, med mindre än två invånare per kvadratkilometer.